# 東都積水
東都積水（とうとせきすい）は、日本の樹脂加工メーカーである。1961年、東映の子会社である東映プラスチック工業として設立され、1964年より積水化学工業の傘下に入った。

## 歴史
1960年代の東映においては、大川博社長のもと事業の多角化がおこなわれていた。プラスチック需要の増加に目をつけた同社は1961年9月4日、東映化学工業の子会社として、資本金10,000,000円で東映プラスチック工業を設立した。事業の将来性を鑑みて、同年11月には東映の直接の子会社となり、群馬県太田市の工場で、同県大泉町にある三洋電機の電気冷蔵庫内箱の受注生産をおこなった。1962年には工場の増設がおこなわれた。しかし、東映による同事業は停滞した。1963年には群馬県から京橋への本社移転、東映専務である山梨稔（当時、のちに東映動画社長）の社長就任、資本金の50,000,000円への増額などがおこなわれたものの、1964年には積水化学工業に経営が移転された。
1970年、東都積水に社名を変更した。2001年に、木粉と廃プラスチックを利用した「エコ桟木」を開発した。2005年、オンキヨーとともに、木粉を配合した樹脂を押出し成形するAEET技術を用いたスピーカーである「L500」シリーズを共同開発した。2015年、積水化学工業の東京工場（埼玉県朝霞市）閉鎖にともない、積水化学グループ建材部門の主力工場としての役割を引き継いだ。